# Jan Fibak
Jan Franciszek Fibak (ur. 19 czerwca 1924 w Poznaniu, zm. 14 lipca 2000 w Poznaniu) – polski lekarz medycyny, chirurg traumatolog. 

## Życiorys
Był synem poznańskiego architekta Józefa Fibaka. W czasie II wojny światowej walczył jako żołnierz w szeregach Autonomicznej Organizacji AK Polska Niepodległa. W 1949 roku ukończył studia na Wydziale Lekarskim Uniwersytetu Poznańskiego. Od 1948 roku pracował jako asystent w Zakładzie Histologii na Uniwersytecie Poznańskim. Od 1950 roku był asystentem profesora Romana Drewsa w II Klinice Chirurgii Akademii Medycznej w Poznaniu. W latach 1965–1994 był ordynatorem Oddziału Chirurgicznego Szpitala im. Franciszka Raszei w Poznaniu. Łączył pracę zawodową lekarza z działalnością naukową i dydaktyczną. Jako wykładowca akademicki związany był z poznańskimi uczelniami wyższymi: Akademią Medyczną im. Karola Marcinkowskiego (1950-1994) i Akademią Wychowania Fizycznego im. Eugeniusza Piaseckiego (1957-1974). Był kierownikiem Zakładu Kontroli Lekarskiej i Traumatologii Sportu AWF w Poznaniu, a także w latach 1965–1968 pełnił funkcję prodziekana Wydziału Wychowania Fizycznego AWF im. Eugeniusza Piaseckiego w Poznaniu.
W 1951 roku doktoryzował się, w 1964 roku habilitował się i otrzymał stanowisko docenta, w 1979 roku otrzymał tytuł profesora nadzwyczajnego, a w 1990 roku tytuł profesora zwyczajnego. Jego dorobek naukowy obejmował około 250 publikacji, z których najbardziej znaną jest podręcznik Chirurgia.
Interesował się tenisem. Pasję do tego sportu zaszczepił u syna Wojciecha, który w późniejszym czasie został zawodowym sportowcem w tej dyscyplinie. W 1977 roku zainicjował w poznańskim AZS doroczny turniej tenisowy o Grand Prix.
Odznaczony został Krzyżem Kawalerskim Orderu Odrodzenia Polski, Odznaką Honorową Miasta Poznania, Odznaką za zasługi dla województwa poznańskiego.

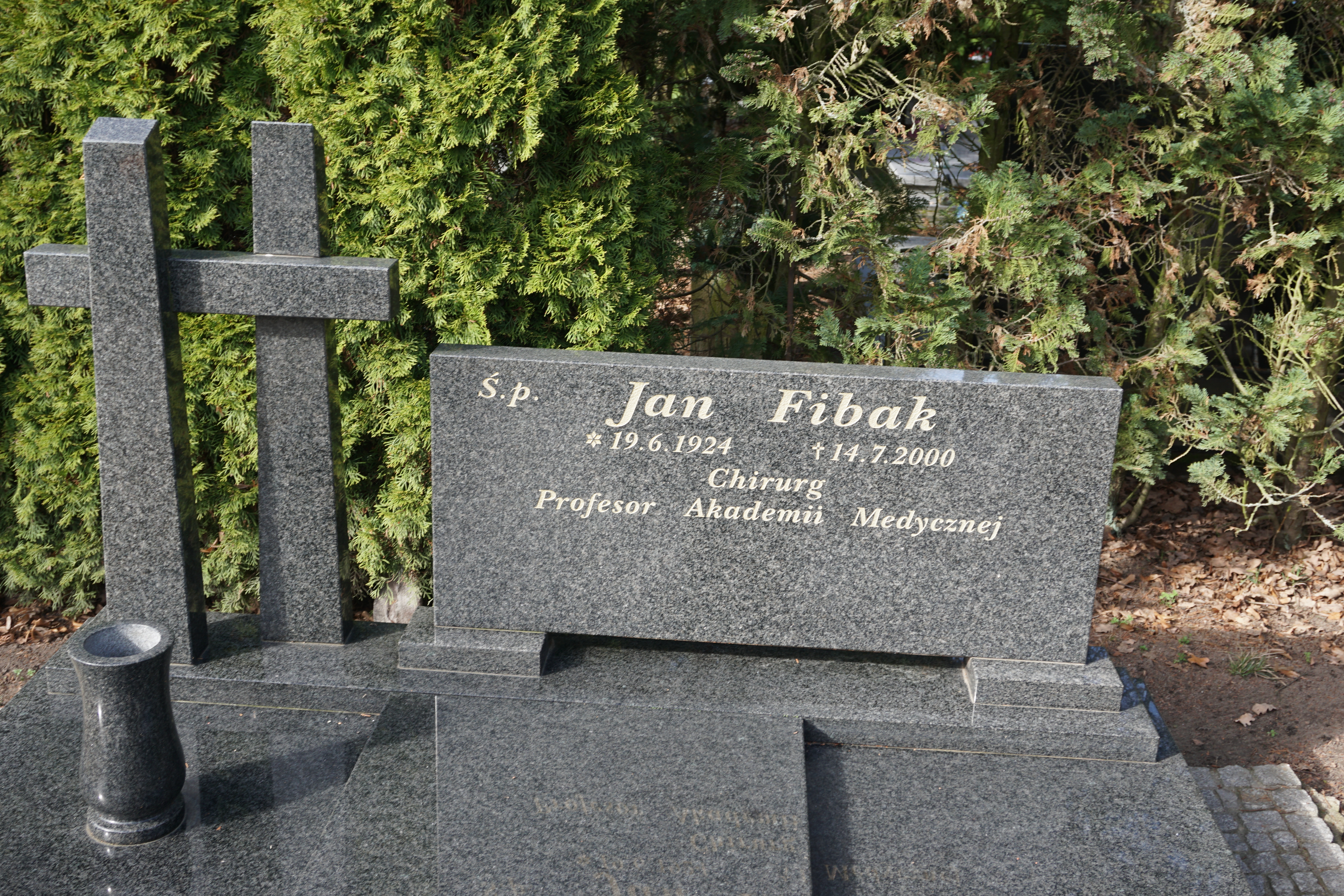
Grób profesora Jana Fibaka na cmentarzu św. Jana Vianneya w Poznaniu

Pochowany na cmentarzu św. Jana Vianneya w Poznaniu (grobowce-13-5).